# Пітер Грін
Пітер Ґрін (англ. Peter Greene; 8 жовтня 1965) — американський актор.

## Біографія
Пітер Ґрін народився 8 жовтня 1965 року в селищі Монтклер, штат Нью-Джерсі, США. В сім`ї були ще брат Джон і сестра Мері Енн. Навчався в середній школі Монтклера, але у 15 років кинув її. Переїхав до Нью-Йорку, де працював на різних роботах. Потім вступив в Інститут театру і кіно Лі Страсберга. Після закінчення інституту деякий час грав у театрі.
З почату 1990-х років почав зніматися у фільмах. Найбільшу популярність принесли ролі у фільмах «Маска», «Кримінальне чтиво» і «Діамантовий поліцейський». Грає переважно негативних персонажів.
У 1998 році пройшов курс лікування від наркозалежності.

## Фільмографія

### Фільми
| Рік  |    | Українська назва            | Оригінальна назва             | Роль                     |
| ---- | -- | --------------------------- | ----------------------------- | ------------------------ |
| 1992 | ф  |                             | Laws of Gravity               | Джиммі                   |
| 1993 | ф  |                             | Clean, Shaven                 | Пітер Вінтер             |
| 1993 | ф  | Ніч страшного суду          | Judgment Night                | Сайкс                    |
| 1994 | ф  | Кримінальне чтиво           | Pulp Fiction                  | Зед                      |
| 1994 | ф  | Маска                       | The Mask                      | Доріан «Локі» Тайрелл    |
| 1995 | ф  | Звичайні підозрювані        | The Usual Suspects            | Редфут                   |
| 1995 | ф  | В облозі 2: Темна територія | Under Siege 2: Dark Territory | найманець 1              |
| 1995 | ф  |                             | Bang                          | Адам                     |
| 1996 | ф  |                             | Lowball                       | Джон                     |
| 1996 | ф  | Біг койота                  | Coyote Run                    | Кліфтон Сентьє / Боско   |
| 1996 | ф  |                             | The Rich Man's Wife           | Коул Вільсон             |
| 1996 | кф |                             | Snakeland                     | Джонні                   |
| 1997 | ф  |                             | Trading Favors                | Тедді                    |
| 1997 | ф  |                             | Double Tap                    | Неш                      |
| 1998 | ф  | Вічна північ                | Permanent Midnight            | Ґас                      |
| 1999 | ф  |                             | Out in Fifty                  | Тоні Грейсон             |
| 1999 | ф  | Діамантовий поліцейський    | Blue Streak                   | Дікон                    |
| 2000 | ф  | Година тіней                | Shadow Hours                  | детектив Стів Андріансон |
| 2001 | ф  | Годинниковий механізм       | Ticker                        | детектив Арті Плачінскі  |
| 2001 | ф  | Тренувальний день           | Training Day                  | Джефф                    |
| 2005 | в  | Війна світів                | War of the Worlds             | Метт Герберт             |
| 2009 | ф  | Незабудка                   | Forget Me Not                 | хлопець                  |
| 2010 | ф  | Полювання на колишню        | The Bounty Hunter             | Ерл Малер                |
| 2012 | ф  | Кульове поранення           | The Kill Hole                 | Пітер Креббс             |
| 2012 | ф  | Дитя                        | The Child                     | Мартін Енглер            |
| 2015 | ф  |                             | Sweet Lorraine                | Маркус                   |
| 2016 | ф  |                             | 纽约纽约                      | Дауні                    |
| 2018 | ф  |                             | City of Lies                  | коммандер Фасуло         |
| 2019 | ф  |                             | Exit 0                        | письменник               |
| 2020 | ф  | Тесла                       | Tesla                         | Ніколс                   |
| 2021 | ф  |                             | Body Brokers                  | доктор Рінер             |
| 2022 | ф  |                             | The Mick and the Trick        | Патрік Шеннон            |
| 2023 | ф  |                             | Little Dixie                  | Карл Роуч                |

### Телебачення
| Рік  |   | Українська назва    | Оригінальна назва   | Роль                  |
| ---- | - | ------------------- | ------------------- | --------------------- |
| 1992 | с | Як обертається світ | As the World Turns  | кіллер                |
| 2001 | с | Закон і порядок     | Law & Order         | Френсіс «Таз» Партелл |
| 2007 | с | Брати Доннеллі      | The Black Donnellys | Дерек «Докі» Фаррелл  |
| 2009 | с |                     | Life on Mars        | Джиммі МакМанус       |
| 2010 | с | Правосуддя          | Justified           | Томас Баклі           |
| 2012 | с | Гаваї 5.0           | Hawaii Five-0       | Рік Петерсон          |
| 2016 | с | Поліція Чикаго      | Chicago P.D.        | Рорі Дженсен          |
| 2020 | с | За життя            | For Life            | Дикий Білл            |
| 2023 | с | Континенталь        | The Continental     | молодий дядько Чарлі  |